# Чима (буква)
Ϭ, ϭ (чима, копт. ϭⲓⲙⲁ, также шима) — тридцать первая буква коптского алфавита, обозначающая звук [tʃʲ]. Происходит из демотического письма.

## Использование
Происходит от демотического знака , который, в свою очередь, является скорописным вариантом иероглифа
| V31 |

k
.
В саидском диалекте обозначает [kʲ]. Может чередоваться с ⲕ и, особенно в бохайрском диалекте, с ϫ. В бохайрском диалекте обозначает [t͡ʃ]. Под влиянием арабского языка современными носителями может произноситься как [ʃ].